# Galdhøpiggen
A Galdhøpiggen Észak-Európa, a Skandináv-hegység és egyben Norvégia legmagasabb hegycsúcsa a maga 2469 méteres tengerszint feletti magasságával. Lom település mellett található Oppland megye területén.

## Nevének eredete
Galdhøpiggen norvég nyelven azt jelenti, hogy a Galdhø-hegy csúcsa. A hegy nevének előtagja a gald jelenthet "meredek hegyi út"-at, de egy régies írásmódja a glad→büszke, elégedett szónak is, míg a høpigg eredhet a høypigg ("magascsúcs" høy→magas + pigge→csúcs, tüske, szeg) vagy a høpigg ("szénacsúcs" hø→széna + pigge) szóösszetételekből. Feltételezhetően Aasmund Olavsson Vinje adta a nevét, ahogy a Jotunheimen-hegység-nek is, amelyből kiemelkedik.

## Geológiai története
Mint minden más dél-norvég hegyvidék, ez a hegység is a Kaledóniai-hegységrendszer része volt egykoron. A csúcs gabbróból épül fel, ami kémiailag a bazalttal megegyező, de attól eltérő szerkezetű anyag. Ezen anyag építi fel javarészt a Jotunheimen-hegységet. A jégkorszak idején a jégtakaró mozgásai mai formájára csiszolták a hegységet. Azokat a nézeteket, melyek mai napig fennmaradtak arról, hogy ezen csúcs elég magasan volt ahhoz, hogy a jégkorszaki jégtakaró ne borítsa be, tehát ez egy úgynevezett nunatak volt, a legtöbb geológus cáfolja.
Ezen elképzelések ugyan illeszkednek a helyi növény- és állatvilág különleges fajaihoz, ám nem igazán felelnek meg a jégtakaró által okozott deformitásoknak a hegy felszínén. Sok éven át a geológusok nem tudtak arról, hogy a Galdhøpiggen Észak-Európa legmagasabb csúcsa, mivel a jóval látványosabban kinéző Snøhetta csúcsról gondolták ezt, ami a Doverfjell-hegységben található. Csak 1844-ben indult útnak Baltazar Mathias Keilhau norvég hegymászó, hogy meghódítsa, de a viharos időjárás miatt mindkét kísérlete kudarcba fulladt. Ezen kísérletek egyike közben ugyan eljutott a szomszédos Keilhaus topp 2355 méter magas csúcsára, ám az időjárás megakadályozta a Galdhøpiggen meghódításában.

## Megközelítés és turizmus
A csúcs elérése ma már viszonylag könnyebb a modern hegymászófelszerelések korában. A Juvashytta hegyi menedékház 1850 méter magasan álló épületétől mindössze egy óra alatt fel lehet jutni a csúcsra, és mintegy két órába telik a visszaereszkedés. Nyaranta előfordulnak olyan napok is, amikor akár több száz ember is megmássza a csúcsot. A Visdalen mellett található Spitestulen turistaház felől mintegy négy órát vesz igénybe a csúcs meghódítása és két óra a leereszkedés.

### A Juvashytta menedékház
A Juvasshytta egy hegyi turistaállomás étteremmel és szálláshellyel Jotunheimenben, a norvég Lom kistérségben Norvégiában. A Juvasshytta 1841 méteres tengerszint feletti magasságban található. A turistaállomás megközelítését közúton lehetővé tevő út a legmagasabban futó útvonal Észak-Európában. Buszjáratok legközelebb csak Lom településen vehetők igénybe. A Juvasshyttát a túrázók és hegymászók kiindulópontnak használják, mikor meg akarják mászni a közeli Galdhøpiggent, melynek csúcsa 2469 méterrel a tengerszint fölött van. A területet májustól szeptemberig lehet látogatni, mivel az út és a terület az év többi szakaszában le van zárva a forgalom elől. A Juvashyttát 1884-ben építették, míg az ide vezető utat 1936-ban. A Galdhøpiggen Nyári Síközpont nagyjából egy kilométernyire található Juvashyttától.

## A csúcs
A Galdhøpiggen egy időben meg volt fosztva attól a címtől, hogy ez lenne Norvégia legmagasabb csúcsa, mivel a Glittertind csúcs a rajta lévő jégtakaró miatt egynémely mérések alapján magasabb volt, ám a jég olvadása miatt ma már csak 2464 méter magas a Glitterlind csúcsa.
A Galdhøpiggen csúcson egy kis kabint építettek fel, ahol nyaranta képeslapot, csokoládét és üdítőitalokat lehet vásárolni. Korábban a Norvég Postahivatal egy postát működtetett itt, amely Észak-Európa legmagasabban lévő ilyen jellegű épülete volt. A Galdhøpiggen nem csak abban tart rekordot, hogy ez Észak-Európa legmagasabb pontja, hanem abban is, hogy itt találhatóak a legmagasabb helyen előforduló (2370 m) Ranunculus glacialis (Gleccserboglárka), illetve a Saxifraga oppositifolia (2350 m) élő példányai, amely azért elárul valamit e növények szélsőségekkel szembeni ellenállóképességéről.

## Fordítás
Ez a szócikk részben vagy egészben  a   Galdhøpiggen című angol Wikipédia-szócikk ezen változatának fordításán alapul.  Az eredeti cikk szerkesztőit annak laptörténete sorolja fel. Ez a jelzés csupán a megfogalmazás eredetét és a szerzői jogokat jelzi, nem szolgál a cikkben szereplő információk forrásmegjelöléseként.